# Z Sculptoris
Z Sculptoris är en misstänkt variabel  i stjärnbilden i Bildhuggaren. Den har visuell magnitud 6,68.